# イラストレータ・パターン・メーキング
イラストレータ・パターン・メーキングは、汎用ドローイングソフトとして世界的に普及しているAdobe Illustrator（アドビ・イラストレータ）を使用し、アパレル（服飾）業界のパターンメーキングに応用しようというシステム。曲線計測、ノッチ生成、縫い代作成など、パターンメーキングに特化した機能を持つAdobe Illustrator用プラグインの総称。Illustrator Pattern Making system（イラストレータ・パターンメーキング・システム）の頭文字を取り「iPM」と命名された。専用CADに代わる安価で高機能なデジタルツールとして、2000年より販売が開始された。